# Stallone Limbombe
Stallone Limbombe (sinh 26 tháng 3 năm 1991) là một cầu thủ bóng đá Bỉ thi đấu cho Royal Antwerp.

## Sự nghiệp quốc tế
Sinh ra ở Bỉ và có gốc Congo, Limbombe được triệu tập để đại diện Đội tuyển bóng đá quốc gia Cộng hòa Dân chủ Congo năm 2011.

## Cuộc sống cá nhân
Stallone là anh trai của cầu thủ bóng đá Anthony Limbombe.